# Slavec
Slavec (in ungherese Szalóc) è un comune della Slovacchia facente parte del distretto di Rožňava, nella regione di Košice.